# Festival du film de Sundance 2021
 (mai 2022).
Si vous disposez d'ouvrages ou d'articles de référence ou si vous connaissez des sites web de qualité traitant du thème abordé ici, merci de compléter l'article en donnant les références utiles à sa vérifiabilité et en les liant à la section « Notes et références ».
Le festival du film de Sundance 2021, 37e édition du festival (37th Sundance Film Festival), organisé par le Sundance Institute, se déroule du 28 janvier au 3 février 2021.

## Déroulement et faits marquants
Les jurys sont annoncés le 22 janvier 2021.
Le film Coda de Sian Heder reçoit le Grand prix du jury et le prix du public.

## Sélection

### En compétition

#### US Dramatic Competition
- Coda de Sian Heder
- I Was a Simple Man de Christopher Makoto Yogi
- Jockey de Clint Bentley
- Le Monde de John (John and the Hole) de Pascual Sisto
- Mayday de Karen Cinorre
- On the Count of Three de Jerrod Carmichael
- Clair-obscur (Passing) de Rebecca Hall
- Superior de Erin Vassilopoulos
- Together Together de Nikole Beckwith
- Wild Indian de Lyle Mitchell Corbine, Jr.

#### US Documentary Competition
- Ailey de Jamila Wignot
- All Light Everywhere de Theo Anthony
- At the Ready de Maisie Crow
- Cusp de Parker Hill et Isabel Bethencourt
- Homeroom de Peter Nicks
- Rebel Hearts de Pedro Kos
- Rita Moreno: Just a Girl Who Decided to Go for It de Mariem Pérez Riera
- Summer of Soul de Questlove
- Try Harder! de Debbie Lum
- Users de Natalia Almada

#### World Cinema Dramatic Competition
- The Dog Who Wouldn't Be Quiet de Ana Katz
- El Planeta de Amalia Ulman
- At the Ready de Ajitpal Singh
- Hive de Blerta Basholli
- Human Factors (Der menschliche Faktor) de Ronny Trocker
- Luzzu de Alex Camilleri
- One for the Road de Nattawut Poonpiriya
- The Pink Cloud de Iuli Gerbase
- Pleasure de Ninja Thyberg
- Prime Time de Jakub Piątek

#### World Cinema Documentary Competition
- Faya Dayi de Jessica Beshir
- Flee de Jonas Poher Rasmussen
- Inconvenient Indian de Michelle Latimer
- Misha and the Wolves de Sam Hobkinson
- The Most Beautiful Boy in the World  de Kristina Lindström
- Playing With Sharks de Sally Aitken
- President de Camilla Nielsson
- Sabaya de Hogir Hirori
- Taming the Garden de Salomé Jashi
- Writing with Fire de Sushmit Ghosh (en) et Rintu Thomas (en)

## Palmarès

### Longs métrages

#### US Dramatic Competition
- Grand Jury Prize : Coda de Sian Heder
- Audience Award : Coda de Sian Heder
- Directing Award : Sian Heder pour Coda

#### US Documentary Competition
- Grand Jury Prize : Summer of Soul (...or, When the Revolution Could Not be Televised) de Questlove
- Audience Award : Summer of Soul (...or, When the Revolution Could Not be Televised) de Questlove
- Directing Award : Natalia Almada pour Users

#### World Cinema Dramatic Competition
- Grand Jury Prize : Hive de Blerta Basholli
- Audience Award : Hive de Blerta Basholli
- Directing Award : Blerta Basholli pour Hive

#### World Cinema Documentary Competition
- Grand Jury Prize : Flee de Jonas Poher Rasmussen
- Audience Award : Writing With Fire de  Rintu Thomas et Sushmit Ghosh
- Directing Award : Hogir Hirori pour Sabaya